# Porizon fleutiauxi
Porizon fleutiauxi is een insect dat behoort tot de orde vliesvleugeligen (Hymenoptera) en de familie van de gewone sluipwespen (Ichneumonidae). De wetenschappelijke naam van de soort werd voor het eerst geldig gepubliceerd door Vachal in 1908. De soort werd genoemd naar de Franse entomoloog Edmond Fleutiaux.